# Ester Šimerová-Martinčeková

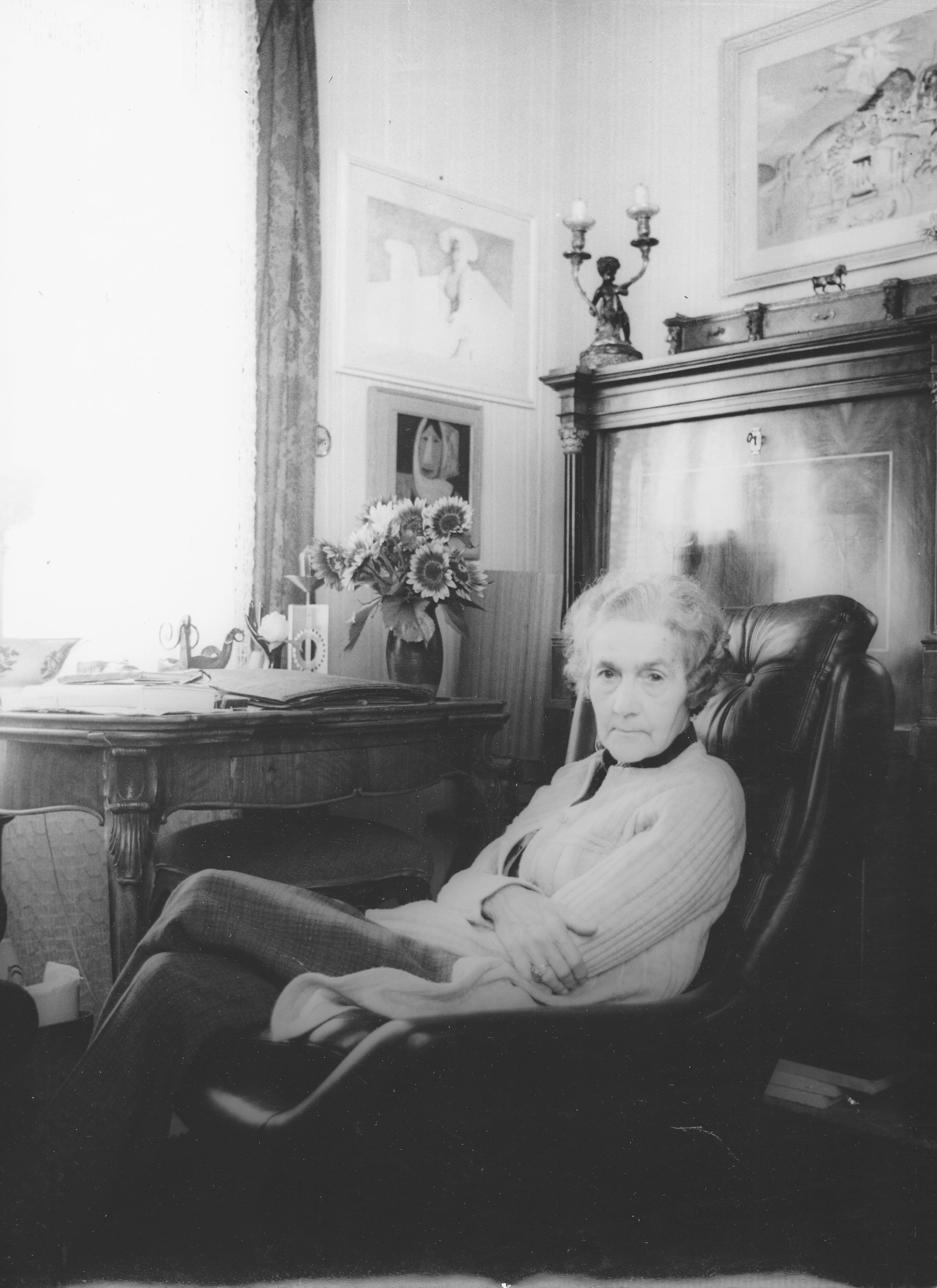
Ester Šimerová-Martinčeková

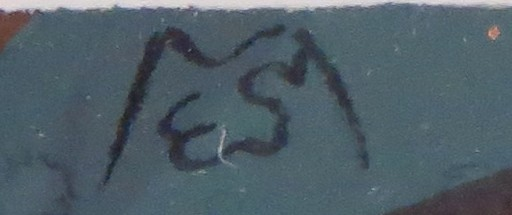
Signatur von Ester Šimerová-Martinčeková

Ester Šimerová-Martinčeková (* 24. Januar 1909 in Prešporok, Österreich-Ungarn; † 7. August 2005 in Liptovský Mikuláš) war eine slowakische Malerin, Bildhauerin und Bühnenbildnerin.

## Herkunft und Ausbildung
Ester Fridriková wurde 1909 im damals zu Österreich-Ungarn gehörenden Prešporok, ab 1919 Bratislava, geboren. Ihre Eltern ließen sich nach dem Ersten Weltkrieg scheiden. Ihr Vater wanderte in die USA aus, finanzierte aber ihre weitere Ausbildung an einem Mädchengymnasium. Ihre Mutter war Musikerin, die in ihrer Karriere als Frau mit massiven Schwierigkeiten zu kämpfen hatte, was sie motivierte, ihre Tochter in ihren künstlerischen Ambitionen zu unterstützen.
Ester Fridriková ging zum Studium nach Paris. Von 1927 bis 1929 war sie an der Académie Julian eingeschrieben. Anschließend war sie bis 1930 an der Académie Moderne von Léger und Ozenfant. Dort wurde sie besonders durch Aleksandra Ekster und ihren Kubofuturismus beeinflusst.

## Karriere
Die Werke von Ester Šimerová-Martinčeková wurden in den 1930er Jahren von der Kritik als mutig und bahnbrechend bezeichnet, aber nach der Machtübernahme durch die Nationalsozialisten schnell als entartete Kunst verspottet.
Nach dem Krieg und der Umsiedlung aus Bratislava wurden Šimerovás frühe moderne Werke wieder populär, und zu dieser Zeit experimentierte sie intensiv mit der Collage. Ein Thema, das sich durch ihr gesamtes Werk zieht, ist Schach.
Šimerová äußerte sich mehrfach über die Wechselwirkungen von Kunst und Politik. In einem Zeitungsinterview von 1934 meinte sie, dass die moderne Kunst in erster Linie eine künstlerische Funktion habe. Soziale Ideen fänden in der Fotomontage, im Film, im Radio, im Theater und in der Literatur viel bessere Ausdrucksmittel. In Šimerovás späteren Werken finden sich häufig Motive von Arbeitern, Friedenstauben und andere erkennbar politische Symbole.

## Privatleben
Nach ihrer ersten Heirat nannte sie sich Ester Fridriková-Šimerová, ihr Ehemann František Šimer war ein angesehener Arzt in Bratislava und später im tschechischen Pilsen, der im Widerstand gegen die deutsche Besetzung aktiv war. Er wurde 1942 verhaftet und später exekutiert. Ihr zweiter Ehemann war der Rechtsanwalt und Politiker Martin Martinček. Er verlor nach der kommunistischen Machtübernahme 1948 seine öffentlichen Ämter und wurde in eine Genossenschaft im zentralslowakischen Liptovský Mikuláš zwangsversetzt, wohin ihn seine Frau begleitete. Im Alter von 40 Jahren begann Martinček zu fotografieren und wurde einer der besten slowakischen Fotografen, während Ester in der Abgeschiedenheit malte; 1970, 1972 und 1992 entstanden drei weitere Gemälde mit Schachmotiven. In den 1990er Jahren verschlechterte sich ihr Gesundheitszustand, sie schuf ihr letztes Kunstwerk 1994 und verstarb 2005 in Liptovský Mikuláš.

## Auszeichnungen
- 1991 Tomáš-Garrigue-Masaryk-Orden 4. Klasse, verliehen durch Präsident Václav Havel.
- 2001 Ľudovít-Štúr-Orden 1. Klasse, verliehen von Präsident Rudolf Schuster.[5]

## Rezeption
Šimerovás kubistische Arbeiten sind als integraler Teil der slowakischen Kunstgeschichte anerkannt, sie selbst ist bekannt als "first lady der slowakischen Malerei".
1987 veröffentlichte die tschechoslowakische Post ihr Gemälde „Tulpen“ auf einer Briefmarke. 2016 wählte die slowakische Post eines ihrer Schach-Stilleben als Motiv für eine Briefmarke.
2014 erschien ein Buch über Šimerová von L̕udmila Peterajová mit vielen Reproduktionen und einer ausführlichen Biographie.